# Bradford City A.F.C.
Bradford City Association Football Club là câu lạc bộ bóng đá nằm ở Bradford, West Yorkshire. Thành lập vào năm 1903, hiện tại đội bóng đang thi đấu ở League One. Màu sắc chủ đạo của họ là rượu nho và hổ phách. Sân nhà của câu lạc bộ là Valley Prade với sức chứa 25,136 chỗ ngồi.

## Màu sắc và huy hiệu
Bradford City là đội bóng chuyên nghiệp duy nhất ở Anh mặc áo màu rượu nho và hổ phách. Màu sắc của CLB được thừa hưởng từ đội Manningham, khi CLB chuyển sang bóng đá và dựa trên sự thành lập thành phố Bradford City vào năm 1903. Tuy nhiên, trong khi Manningham đóng vành thì đội bóng mới lại lấy sọc màu rượu nho và hổ phách. Manningham RFC sử dụng màu này năm 1884 trước khi chuyển đến Valley Parade năm 1886. Vì trước đây đội bóng sử dụng áo đen và quần trắng, cho nên trận đấu đầu tiên của CLB trong màu áo rượu nho và hổ phách là cuộc tiếp đón Hull ngày 20 tháng 9 năm 1884 ở Carlisle Road.
Lý do Manningham chọn rượu nho và hổ phách không được dẫn chứng nhưng nó cùng màu với The Prince of Wales's Own West Yorkshire Regiment, tọa lạc ở trại lính Belle Vue gần đường Manningham. Cả Manningham, từ 1886, và Bradford City, từ 1903 đến 1908, đã dùng trại lính đó làm phòng thay đồ và phòng sinh hoạt của CLB.
Bradford City đã mặc áo màu rượu nho và hổ phách với màu đen hoặc trắng kể từ khi đội bóng thành lập. Kể từ vụ hỏa hoạn năm 1985, CLB đã sử dụng màu đen trên áo như là lời tưởng niệm đến 56 cổ động viên đã thiệt mạng. Áo sân khách theo truyền thống là màu trắng và một ít xanh dương, nhưng những năm gần đây có rất nhiều thiết kế và màu sắc cụ thể khác. Trang phục sân khách mùa giải 2008–09 season là màu trắng hoàn toàn. Bước vào mùa giải 2009–10, trang phục sân khách là màu đen hoàn toàn cùng với một lớp mỏng màu rượu nho và hổ phách ở dưới phần giữa bên trái.
Khăn choàng của City cũng được bán với số lượng lớn cho fan của Harry Potter, bởi vì chúng có màu sắc giống như của gia đình Harry ở Hogwarts School.
Một số đội bóng khác trên thế giới cũng mang áo màu rượu nho và hổ phách, bao gồm đội bóng Scotland Motherwell, mà lúc đầu mặc áo xanh dương và trắng cho đến khi mặc áo màu rượu nho và hổ phách lần đầu tiên vào ngày 23 tháng 8 năm 1913, khi tiếp đón Celtic. Thật sai lầm khi tin rằng Motherwell chọn hai màu đó bởi vì chúng là màu sắc trong cuộc đua của lãnh chúa Hamilton; có thể là do Motherwell bị ảnh hưởng bởi chức vô địch FA Cup của Bradford City năm 1911.
Huy hiệu của CLB là sự kết hợp giữa một chuỗi các huy hiệu qua nhiều năm. Năm 1974, City chọn một biểu tượng với phong cách đồng thời với nguồn gốc của CLB với huy hiệu có chữ B-C. Tại thời điểm đó, huy hiệu mới vẫn giữ nguyên biệt danh cũ của The Paraders. Trước tháng 12 năm 1981, CLB giới thiệu lại biệt danh chính thức The Bantams với một con gà lùn trên huy hiệu mới. Huy hiệu cũng giữ nguyên màu sắc của CLB và từ The Bantams.

## Biệt danh
Bradford City có rất nhiều biệt danh xuyên suốt lịch sử. Vào những năm đầu, họ được biết đến với biệt danh The Robins hoặc The Wasps, lấy từ biệt danh của Manningham FC, là kết quả của trang phục màu rượu nho và hổ phách của Manningham. Một số biệt danh khác bao gồm The Citizens hay Paraders, nhưng CLB vẫn được biết đến nhiều hơn với tên gọi The Bantams.

## Sân vận động
Valley Parade là một nơi khai thác hầm đá trên sườn đồi phía dưới Manningham, Bradford, sở hữu bởi Công ty Đường sắt Midland năm 1886, khi Manningham RFC mua 1/3 số đất và cho thuê phần còn lại, bởi vì họ bị bắt buộc phải sân nhà mới. Họ tốn 1,400 bảng Anh dựng lên một sân vận động với sức chứa 20,000 người, cơ sở vật chất cho đội bóng và nâng cấp sân lên. Khi Bradford City được thành lập năm 1903, họ tiếp quản sân Valley Parade, nơi mà thời đó cũng là trụ sở của The 2nd West Riding Brigade Royal Field Artillery (Territorial Force), thi đấu trận sân nhà đầu tiên vào ngày 5 tháng 9 năm 1903 với Gainsborough Trinity, với sự cổ vũ của 11,000 khán giả. 5 năm sau, CLB giành quyền thăng hạng lên chơi ở Division One, và vì thế ủy quyền cho kiến trúc sư bóng đá Archibald Leitch xây dựng lại sân. Sức chứa được tăng lên 40,000 trước tháng 12 năm 1908 với khán đài 5,300 chỗ ngồi, một mô đất con nhái phía trước, một sân Spion Kop, và khán đài chứa 8,000 chỗ ngồi Midland Road. Trận đấu đầu tiên với Bristol City vào ngày Giáng sinh thu hút sự tham gia của 36,000 CĐV. Ngày 11 tháng 3 năm 1911, Valley Parade đạt số người đến xem cao nhất 39,146, nhờ trận đấu FA Cup giữa Bradford City và Burnley.
Cho đến năm 1952, trước khi Bradford City mua 2/3 số đất còn lại để sở hữu hoàn toàn, phần đất còn lại đó hầu như vẫn không thay đổi. Tuy nhiên, trong thập kỉ sau đó, khán đài Midland Road phải bị dỡ bỏ 2 lần. CLB đóng cửa nó lần đầu vào năm 1952, do hậu quả của thảm họa Burnden Park 6 năm trước đó. Bộ khung của nó được bán cho Berwick Rangers và một khán đài thay thế khác được xây vào năm 1954. 6 năm sau, khán đài mới tự phá hủy, và Valley Parade chỉ còn 3 mặt cho đến năm 1966, khi sân được di chuyển và một khán đài mới được xây dựng.

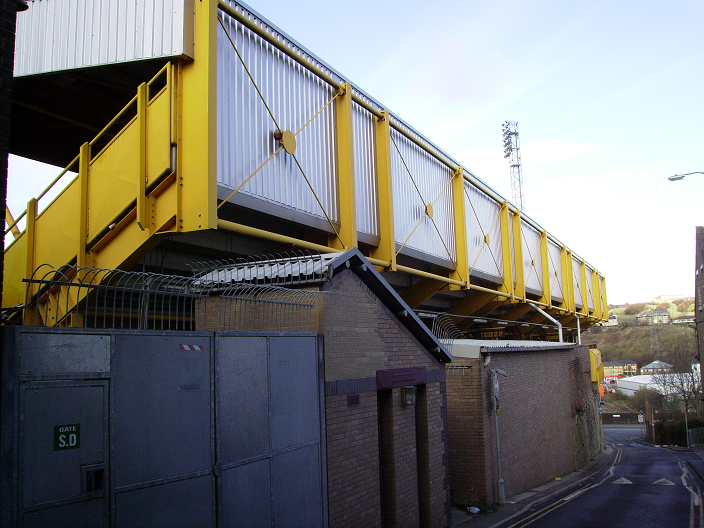
The Bradford End of Valley Parade, which was the first to be redeveloped after the ground reopened in 1986

Vào ngày 11 tháng 5 năm 1985, Valley Parade là cảnh tượng của vụ cháy lịch sử, khiến cho 56 cổ động viên tử vong và ít nhất 265 bị thương. Đó là trận đấu cuối cùng của mùa giải 1984–85, trước khi City nâng cao chiếc cúp vô địch của Division Three. Vụ hỏa hoạn phá hủy khán đài chính chỉ trong 9 phút. CLB phải chơi trên sân nhà Odsal Stadium, một sân vận động bóng bầu dục ở Bradford, Elland Road, Leeds, và Leeds Road, sân nhà cũ của Huddersfield Town, cho đến tháng 12 năm 1986, khi Valley Parade đã được sửa chữa. CLB phải chi 2.6  triệu bảng Anh xây dựng một khán đài mới và nâng cấp The Kop, cùng với việc hoạt động lại sân vào ngày 14 tháng 12 năm 1986 cho một trận giao hữu với đội quốc tế Anh XI.
Năm 1991, phần cuối sân vận động của Bradford là nơi tiếp theo được xây dựng lại để trở thành khán đài 2 dãy cùng với bảng tỉ số. Năm 1996, cùng với sự thăng hạng của City lên Division One, chủ tịch CLB Geoffrey Richmond thông báo xây dựng thêm một khán đài 4,500 chỗ ngồi ở phía Midland Road. Trước sự thăng hạng lên Premiership năm 1999, Richmond chi thêm 6.5 triệu bảng Anh để chuyển The Kop thành khán đài 2 dãy với 7,500 chỗ ngồi. Một khán đài góc giữa The Kop và khán đài chính hoạt động vào tháng 12 năm 2000, nâng sức chứa lên 20,000 lần đầu tiên kể từ năm 1970. Mùa hè sau đó, khán đài chính cũng được chuyển thành khán đài 2 dãy, nâng sức chứa lên 25,136 chỗ. Nhiều dự án khác đã được lên kế hoạch cho đến khi CLB lâm vào khủng hoảng kinh tế vào tháng 5 năm 2002 vì thế không dự án nào được thực hiện. Năm sau đó, Valley Parade được bán cho quỹ phụ cấp Gibb với giá 5 triệu bảng Anh, cùng với văn phòng của CLB, cửa hàng và bãi đỗ xe được bán cho Development Securities ở London với giá 2.5 triệu bảng Anh, nhưng những thứ đó (văn phòng, cửa hàng, bãi đỗ xe) được lấy lại bởi các chủ tịch vào mùa hè năm 2011. Tiền thuê và bảo trì hằng năm cho quỹ phụ cấp Gibb 1.2 triệu bảng, và cho đến tháng 2 năm 2009, CLB xem xét hoàn trả cho Odsal. CLB và Bradford Bulls chia sẻ khu nhà đa năng mới có giá 50 triệu bảng Anh, nơi có thêm cơ sở vật chất cho môn cricket, đua xe đạp và điền kinh. Valley Parade có rất nhiều tên khác do nhà tài trợ và bây giờ đang được gọi là sân vận động Coral Windows.

## Kình địch
Bradford City tham gia vào derby Bradford với kình địch cùng thành phố Park Avenue. West Yorkshire derby được tổ chức giữa City và kình địch lân cận khác như Leeds United và Huddersfield Town. Một cuộc "kình địch thân thiện" cũng diễn ra giữa CLB với Halifax Town/FC Halifax Town.

## Bóng đá châu Âu
Bradford City tham dự Intertoto Cup năm 2000 cùng với Aston Villa là những đội bóng đại diện cho nước Anh trong giải đấu.
| Mùa giải | Giải đấu           | Vòng     | Đối thủ                   | Lượt đi | Lượt về | Tổng tỷ số |
| -------- | ------------------ | -------- | ------------------------- | ------- | ------- | ---------- |
| 2000     | UEFA Intertoto Cup | Vòng hai | FK Atlantas               | 3–1     | 4–1     | 7–2        |
| 2000     | UEFA Intertoto Cup | Vòng ba  | RKC Waalwijk              | 2–0     | 1–0     | 3–0        |
| 2000     | UEFA Intertoto Cup | Bán kết  | FC Zenit Saint Petersburg | 0–1     | 0–3     | 0–4        |

## Đội hình hiện tại
Tính đến 20 tháng 11 năm 2015
Ghi chú: Quốc kỳ chỉ đội tuyển quốc gia được xác định rõ trong điều lệ tư cách FIFA. Các cầu thủ có thể giữ hơn một quốc tịch ngoài FIFA.
| Số | VT | Quốc gia         | Cầu thủ                                         |
| -- | -- | ---------------- | ----------------------------------------------- |
| 1  | TM | Anh              | Ben Williams                                    |
| 2  | HV | Anh              | Stephen Darby (Đội trưởng)                      |
| 3  | HV | Úc               | James Meredith                                  |
| 4  | TV | Wales            | Lee Evans (cho mượn từ Wolverhampton Wanderers) |
| 5  | HV | Anh              | Nathan Clarke                                   |
| 7  | TV | Jamaica          | Mark Marshall                                   |
| 8  | TV | Anh              | Gary Liddle                                     |
| 9  | TĐ | Anh              | James Hanson                                    |
| 10 | TĐ | Cộng hòa Ireland | Billy Clarke                                    |
| 11 | TV | Anh              | Billy Knott                                     |
| 14 | TV | Anh              | Josh Morris                                     |
| 15 | HV | Anh              | Greg Leigh                                      |
| 16 | HV | Anh              | Reece Burke (cho mượn từ West Ham United)       |
| 17 | TV | Anh              | Kyel Reid (cho mượn từ Preston North End)       |

| Số | VT | Quốc gia    | Cầu thủ                                      |
| -- | -- | ----------- | -------------------------------------------- |
| 18 | HV | Pháp        | Christopher Routis                           |
| 20 | TV | Bồ Đào Nha  | Filipe Morais                                |
| 23 | HV | Bắc Ireland | Rory McArdle                                 |
| 24 | TĐ | Anh         | Steve Davies                                 |
| 26 | TV | Anh         | Paul Anderson                                |
| 27 | TV | Anh         | Joe Brennan                                  |
| 28 | TV | Anh         | Dylan Mottley-Henry                          |
| 29 | HV | Anh         | Tony McMahon                                 |
| 30 | TM | Anh         | Joe Cracknell                                |
| 31 | HV | Anh         | James King                                   |
| 33 | TĐ | Anh         | Luke James (cho mượn từ Peterborough United) |
| 44 | TĐ | Anh         | Devante Cole                                 |

#### Cho mượn
Ghi chú: Quốc kỳ chỉ đội tuyển quốc gia được xác định rõ trong điều lệ tư cách FIFA. Các cầu thủ có thể giữ hơn một quốc tịch ngoài FIFA.
| Số | VT | Quốc gia         | Cầu thủ                                  |
| -- | -- | ---------------- | ---------------------------------------- |
| 6  | HV | Cộng hòa Ireland | Alan Sheehan (cho mượn tới Notts County) |

| Số | VT | Quốc gia | Cầu thủ                                      |
| -- | -- | -------- | -------------------------------------------- |
| 25 | TV | Anh      | Sam Wright (on loan to Scarborough Athletic) |

### Đội trưởng
Sau đây là danh sách các đội trưởng được bổ nhiệm chính thức trong đội hình chính của Bradford City.
| Tên              | Quốc gia | Năm       | Ghi chú                                           | Tham khảo         |
| ---------------- | -------- | --------- | ------------------------------------------------- | ----------------- |
| Charlie Bicknell | Anh      | 1934–1936 |                                                   | [ 43 ]            |
| Bruce Stowell    | Anh      | 1967–1972 |                                                   | [ 44 ]            |
| Peter Jackson    | Anh      | 1982–1986 | City's youngest captain (started at 21 years old) | [ 45 ]            |
| Stuart McCall    | Scotland | 1998–2002 |                                                   | [ cần dẫn nguồn ] |
| David Wetherall  | Anh      | 2002–2008 |                                                   | [ 46 ]            |
| Graeme Lee       | Anh      | 2008–2009 |                                                   | [ 47 ]            |
| Peter Thorne     | Anh      | 2009–2010 |                                                   | [ 48 ]            |
| Simon Ramsden    | Anh      | 2010–2011 |                                                   | [ 49 ]            |
| Guy Branston     | Anh      | 2011      |                                                   | [ 50 ]            |
| Michael Flynn    | Wales    | 2011–2012 |                                                   | [ 51 ]            |
| Ricky Ravenhill  | Anh      | 2012      |                                                   | [ 52 ]            |
| Gary Jones       | Anh      | 2012–2014 |                                                   | [ 53 ]            |
| Stephen Darby    | Anh      | 2014–     |                                                   | [ 54 ]            |

### Những cựu cầu thủ
Năm 2007 cựu nhà báo thể thao của Telegraph & Argus David Markham phát hành quyển sách The Legends of Bradford City (Huyền thoại của Bradford City), được viết để đánh dấu kỉ niệm 100 năm thành lập CLB năm 2003. Nó đưa ra tiểu sử của 100 cầu thủ và nhân viên trong lịch sử của CLB. Đó là các cầu thủ:
- Greg Abbott
- Bruce Bannister
- Sam Barkas
- Bobby Bauld
- Peter Beagrie
- Charlie Bicknell
- Robbie Blake
- Dicky Bond
- Irvine Boocock
- Tommy Cairns
- Bobby Campbell
- Robert Campbell
- Eddie Carr
- Trevor Cherry
- Joe Cooke
- Ian Cooper
- Terry Dolan
- Peter Downsborough
- Donald Duckett
- Lee Duxbury
- Roy Ellam
- Mark Ellis
- Dave Evans
- Jock Ewart
- Tommy Flockett
- Oscar Fox
- David Fretwell
- Allan Gilliver
- David Gray
- John Hall
- Tom Hallett
- John Hallows
- Bobby Ham
- Joe Hargreaves
- Derek Hawksworth
- John Hendrie
- George Hinsley
- Don Hutchins
- Gerry Ingram
- David Jackson
- Peter Jackson (born 1937)
- Peter Jackson (born 1961)
- Wayne Jacobs
- Paul Jewell
- Rod Johnson
- Chris Kamara
- Jimmy Lawlor
- Jamie Lawrence
- David Layne
- Ken Leek
- Peter Logan
- Stuart McCall
- Sean McCarthy
- John McCole
- Jimmy McDonald
- Roy McFarland
- Andy McGill
- Jimmy McLaren
- David McNiven
- John Middleton
- Brian Mitchell
- Charlie Moore
- George Mulholland
- George Murphy
- Graham Oates
- Andy O'Brien
- Gavin Oliver
- Ian Ormondroyd
- Frank O'Rourke
- Peter O'Rourke
- Harold Peel
- Ces Podd
- Ivor Powell
- John Reid
- Dean Richards
- Arthur Rigby
- George Robinson
- Abe Rosenthal
- Lee Sinnott
- Geoff Smith
- Jimmy Speirs
- Derek Stokes
- Charlie Storer
- Bruce Stowell
- Paul Tomlinson
- Bob Torrance
- Whelan Ward
- Dickie Watmough
- Billy Watson
- Garry Watson
- Bobby Webb
- David Wetherall
- Jock Whyte
- George Williamson
- Dean Windass

## Nhân viên

### Nhân viên hiện tại
Tính đến ngày 8 tháng 7 năm 2013
| Vị trí                | Tên             | Quốc tịch |
| --------------------- | --------------- | --------- |
| Chủ tịch              | Julian Rhodes   | English   |
| Chủ tịch              | Mark Lawn       | English   |
| HLV                   | Phil Parkinson  | English   |
| Trợ lý HLV            | Steve Parkin    | English   |
| HLV thủ môn           | Lee Butler      | English   |
| HLV thể lực           | Nick Allamby    | English   |
| Trưởng ban tuyển dụng | Russ Richardson | English   |
| Quản lý đội trẻ       | Steve Thornber  | English   |
| HLV đội trẻ           | Ian Ormondroyd  | English   |
| HLV đội trẻ           | Peter Horne     | English   |
| Nhà vật lý trị liệu   | Matt Barrass    | English   |
| Nhà vật lý trị liệu   | Chris Royston   | English   |

### Huấn luyện viên
- Robert Campbell (1903–1905)
- Peter O'Rourke (1905–1921)
- David Menzies (1921–1926)
- Colin Veitch (1926–1928)
- Jack Foster (Caretaker manager) (Jan–May 1928)
- Peter O'Rourke (1928–1930)
- Jack Peart (1930–1935)
- Dick Ray (1935–1937)
- Fred Westgarth (1938–1943)
- Bob Sharp (1943–1946)
- Jack Barker (1946–1947)
- Jack Milburn (1947–1948)
- David Steele (1948–1952)
- Albert Harris (Feb–May 1952)
- Ivor Powell (1952–1955)
- Peter Jackson (1955–1961)
- Bob Brocklebank (1961–1964)
- Bill Harris (1965–1966)
- Willie Watson (1966–1967)
- Grenville Hair (1967–1968)
- Jim McAnearney & Tom Hallett (Joint caretaker managers) (Mar–May 1968)
- Jimmy Wheeler (1968–1971)
- Ray Wilson (Player/caretaker manager) (Sep–November 1971)
- Bryan Edwards (1971–1975)
- Bobby Kennedy (1975–1978)
- John Napier (Feb–October 1978)
- George Mulhall (1978–1981)
- Roy McFarland (1981–1982)
- Trevor Cherry (1982–1987)
- Terry Dolan (1987–1989)
- Terry Yorath (1989–1990)
- John Docherty (1990–1991)
- Frank Stapleton (1991–1994)
- Lennie Lawrence (1994–1995)
- Chris Kamara (1995–1998)
- Paul Jewell (1998–2000)
- Chris Hutchings (May–Nov 2000)
- Stuart McCall (Player/caretaker manager) (Nov 2000)
- Jim Jefferies (2000–2001)
- Steve Smith (Caretaker manager) (December 2001)
- Nicky Law (2002–2003)
- Senior players[56] (November 2003)
- Bryan Robson (2003–2004)
- Colin Todd (2004–2007)
- David Wetherall (Player/caretaker manager) (Feb–May 2007)
- Stuart McCall (2007–2010)
- Wayne Jacobs (Caretaker manager) (February 2010)
- Peter Taylor (2010–2011)
- Peter Jackson (March 2011 – August 2011)
- Colin Cooper (Caretaker manager) (August 2011)
- Phil Parkinson (August 2011–nay)

### Danh hiệu

#### Mùa giải
- Bóng đá Anh cấp độ 2 (hiện tại là Football League Championship)

Vô địch (1): 1907–08
Á quân (1): 1998–99
- Bóng đá Anh cấp độ 3 (hiện tại là Football League One)

Vô địch (1): 1984–85
Vô địch Play-off (1): 1995–96
- Bóng đá Anh cấp độ 4 (currently Football League Two)

Á quân (1): 1981–82
Thăng hạng (2): 1968–69, 1976–77
Vô địch Play-off (1): 2012–13
- Division Three (North)

Vô địch (1): 1928–29

#### Cúp
- FA Cup

Vô địch (1): 1911
- Football League Cup

Á quân (1): 2013

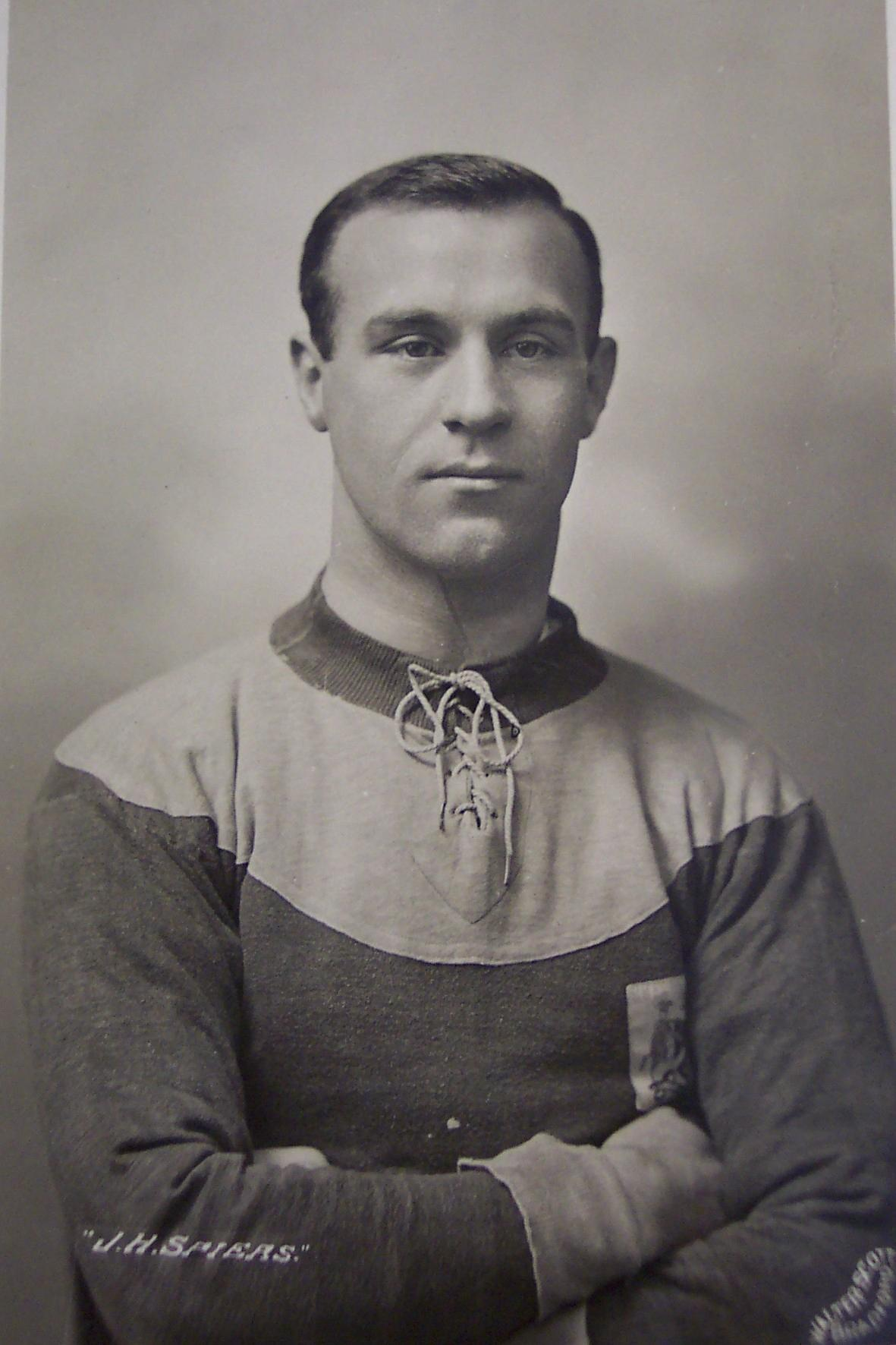
Bradford City's 1911 FA Cup Final winning goalscorer Jimmy Speirs

- Third Division North Challenge Cup

Vô địch (1): 1939
Á quân (1): 1938

### Các kỉ lục

A graph showing Bradford City's league history

- Trận thắng mùa giải đậm nhất: 11–1 v Rotherham United, Division Three (North), 25 tháng 8 năm 1928
- Trận thắng FA Cup đậm nhất: 11–3 v Walker Celtic, đấu lại Vòng 1, 1 tháng 12 năm 1937
- Trận thắng League Cup đậm nhất: 7–2 v Darlington, lượt về Vòng 2, 25 tháng 9 năm 2000
- Trận thua mùa giải đậm nhất: 0–8 v Manchester City, Division Two, 7 tháng 5 năm 1927 / 1–9 v Colchester United, Division Four, 30 tháng 12 năm 1961
- Trận thua FA Cup đậm nhất: 1–6 v Newcastle United, Vòng 3, 7 tháng 3 năm 1963 / 0–5 v Burnley, đấu lại Vòng 5, 3 tháng 2 năm 1960 / 0–5 v Tottenham Hotspur, Vòng 3, 7 tháng 1 năm 1970
- Số khán giả đến xem nhiều nhất: 39,146 v Burnley, Vòng 4 FA Cup, 11 tháng 3 năm 1911
- Giá vé vào cổng cao nhất: £300,000 v Arsenal F.C., Tứ kết Capital One Cup, 11 tháng 12 năm 2012
- Chuỗi trận bất bại dài nhất: 21 1968 to 1969
- Longest run of wins: 10 1983 to 1984
- Cầu thủ ra sân nhiều lần nhất: 574 Ces Podd
- Cầu thủ ra sân nhiều lần nhất trong các mùa giải: 502 – Ces Podd
- Cầu thủ ghi nhiều bàn thắng nhất: 143 – Bobby Campbell
- Cầu thủ ghi nhiều bàn thắng nhất trong các mùa giải: 121 – Bobby Campbell
- Cầu thủ ghi nhiều bàn thắng nhất trong một mùa giair: 36 – David Layne, 1961–62
- Cầu thủ ghi nhiều bàn nhất trong một trậnMost goals scored in a match: 7 – Albert Whitehurst v Tranmere Rovers, Division Three (North), 6 tháng 3 năm 1929
- Giá chuyển nhượng cao nhất phải trả: £2.5 million – David Hopkin, từ Leeds United, tháng 7 năm 2000
- Giá chuyển nhượng cao nhất nhận được: £2 million – Des Hamilton, đến Newcastle United, tháng 3 năm 1997 / Andy O'Brien, đến Newcastle United, tháng 3 năm 2001
- Số bàn thắng ghi nhiều nhất trong một mùa giải: 128 – Division Three (North), 1928–29
- Số điểm nhiều nhất trong một mùa giải (3 điểm một trận thắng): 94 – Division Three, 1984–85
- Số điểm nhiều nhất trong một mùa giải (2 điểm một trận thắng): 63 – Division Three (North), 1928–29

All records from Bradford City F.C. official website.

## Nhà tài trợ

### Nhà tài trợ áo đấu và tài trợ chính
| Giai đoạn | Nhà sản xuất áo đấu | Nhà tài trợ áo đấu                            |
| --------- | ------------------- | --------------------------------------------- |
| 1982–1983 | Patrick             | National Breakdown                            |
| 1983–1984 | Patrick             | Toy City                                      |
| 1984–1985 | Patrick             | None                                          |
| 1985–1987 | Admiral             | Bradford Mythbreakers (Bradford City Council) |
| 1987–1988 | Admiral             | Bradford 'Great' City (Bradford City Council) |
| 1988–1991 | Bukta               | Grattan                                       |
| 1991–1992 | Front Runner        | None                                          |
| 1992–1993 | Front Runner        | Freemans                                      |
| 1993–1994 | Admiral             | Freemans                                      |
| 1994–1997 | Beaver              | Diamond Seal                                  |
| 1997–1999 | Beaver              | JCT600                                        |
| 1999–2001 | Asics               | JCT600                                        |
| 2001–2003 | BCFC Leisure        | JCT600                                        |
| 2003–2004 | Diadora             | JCT600                                        |
| 2004–2006 | Surridge Sport      | JCT600                                        |
| 2006–2009 | Surridge Sport      | Bradford & Bingley                            |
| 2009–2011 | Surridge Sport      | Map Group (UK)                                |
| 2011–2013 | Nike                | Map Group (UK)                                |
| 2013–2015 | Nike                | JCT600                                        |

### Sân vận động
- 1995–1999 The Pulse
- 2005–2007 Bradford & Bingley
- 2007 Intersonic
- 2007– Coral Windows